# Delta Volantis
Delta Volantis (δ Vol, δ Volantis) è la quarta stella più luminosa della costellazione del Pesce Volante. La sua magnitudine apparente è 3,98 e dista 737 anni luce dal sistema solare.

## Osservazione
Posta nella piccola costellazione australe del Pesce Volante, la sua visibilità è quasi del tutto limitata alle sole regioni poste a sud dell'equatore, con la sola eccezione delle aree più meridionali dell'emisfero boreale, nella fascia tropicale. Essendo di magnitudine 3,98, la si può scorgere anche dai piccoli centri urbani, sebbene un cielo non eccessivamente inquinato sia maggiormente indicato per la sua individuazione.
Il periodo più propizio per la sua osservazione nel cielo serale ricade nel mesi compresi fra dicembre e maggio.

## Caratteristiche fisiche
Delta Volantis è una gigante brillante gialla di classe spettrale F6II. Ha una massa 6,5 volte quella del Sole ed un raggio 50 volte superiore. La sua luminosità è 2900 volte superiore a quella del Sole, mentre la temperatura superficiale si aggira attorno ai 6000 K.
Nel Diagramma Hertzsprung-Russell δ Volantis è situata tra Mirfak e Polaris, nella zona delle cefeidi, anche se a differenza di queste due stelle non mostra segni caratteristici di questo tipo di stelle variabili.